# Lobostemon hispidus
Lobostemon hispidus là loài thực vật có hoa trong họ Mồ hôi. Loài này được DC. mô tả khoa học đầu tiên.